# Euxoa crimaea
Euxoa crimaea là một loài bướm đêm trong họ Noctuidae.